# Łaziska (gromada w powiecie gostynińskim)
Łaziska – dawna gromada, czyli najmniejsza jednostka podziału terytorialnego Polskiej Rzeczypospolitej Ludowej w latach 1954–1972.
Gromady, z gromadzkimi radami narodowymi (GRN) jako organami władzy najniższego stopnia na wsi, funkcjonowały od reformy reorganizującej administrację wiejską przeprowadzonej jesienią 1954 do momentu ich zniesienia z dniem 1 stycznia 1973, tym samym wypierając organizację gminną w latach 1954–1972.
Gromadę Łaziska z siedzibą GRN w Łaziskach utworzono – jako jedną z 8759 gromad na obszarze Polski – w powiecie gostynińskim w woj. warszawskim, na mocy uchwały nr VI/10/3/54 WRN w Warszawie z dnia 5 października 1954. W skład jednostki weszły obszary dotychczasowych gromad Alfonsów, Budy, Leonów, Łaziska i Wólka (z wyłączeniem wsi Mocarzewo) ze zniesionej gminy Słubice w tymże powiecie. Dla gromady ustalono 17 członków gromadzkiej rady narodowej.
31 grudnia 1959 z gromady Łaziska wyłączono wsie Alfonsów i Leonów, włączając je do znoszonej gromady Wionczemin Polski w tymże powiecie, po czym gromadę Łaziska zniesiono a jej (pozostały) obszar włączono do gromady Słubice tamże.